# Cratere Taglioni
Taglioni  è un cratere sulla superficie di Venere. Deve il proprio nome a Maria Taglioni, danzatrice italiana del XIX secolo.